# Javorník (Ještědsko-kozákovský hřbet)
Javorník (685 m n. m.) je vrchol v okrese Liberec. Leží 1,5 km jihozápadně od obce Jeřmanice a 5 km severně od Hodkovic nad Mohelkou. Na vrcholu je trojmezí katastrálních území Jeřmanice, Záskalí a Javorník u Dlouhého Mostu. Na severozápadním svahu stojí Javornická kaple, na jihovýchodním zase leží obec Záskalí. Hora je součástí přírodního parku Ještěd.

## Popis vrchu
Je to rozsáhlá ploše klenbovitá elevace nad pravým svahem průlomového údolí Mohelky, budovaná prekambrickými chlorit-sericitickými fylity s pruhy a vložkami kambrických metadiabasů, silursko-ordovických sericitických kvarcitů a karbonských porfyrů a aplitů. Na středně ukloněných svazích jsou hlinité deskovité sutě a vzácné drobné skalky, ve středních a dolních částech vyšších jihozápadních svahů (k Hodkovické kotlině) jsou nesouměrné strukturní hrásťové hřbety a suky na permských bazaltandezitech, ryolitech a cenomanských pískovcích. Na vrcholu rostou smrkové porosty, na severozápadních svazích zachované smíšené porosty buku, jedle, smrku a klenu, při úpatí louky a pole. Ze severozápadních. a jihovýchodních svahů jsou dílčí výhledy.

## Geomorfologické zařazení
Vrch náleží do celku Ještědsko-kozákovský hřbet, podcelku Ještědský hřbet, okrsku Kopaninský hřbet a podokrsku Javornický hřbet.

## Stavby na vrcholu

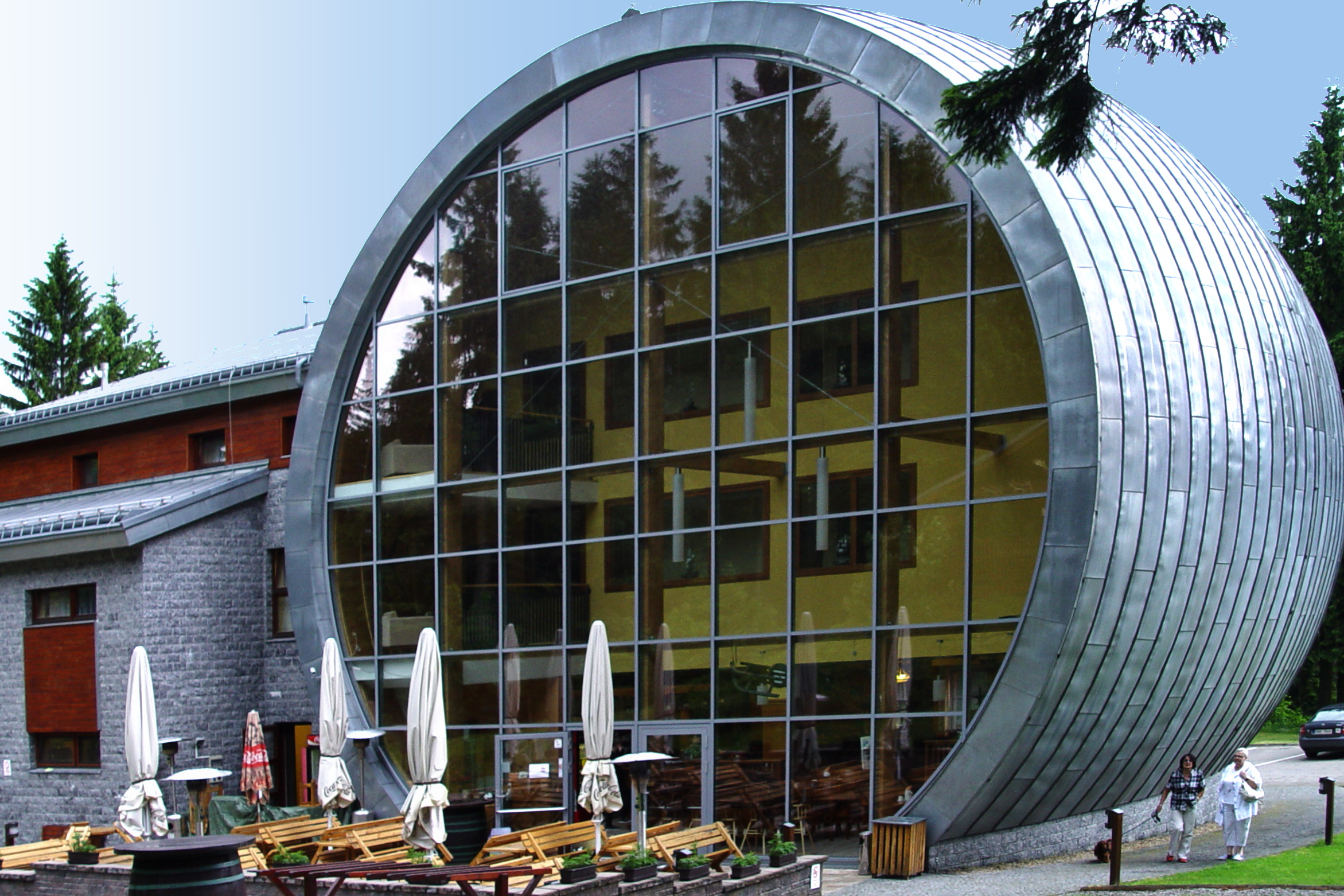
Hotel Obří sud, obnovený v r. 2011

Na konci 19. století byl na vrcholu vystavěn hostinec Obří sud (dřevěná konstrukce s rozměry 12x14 m), která byla velmi podobná té jenž se nachází nad obcí Lázně Libverda. Konstrukce sudu byla na vrchol dopravena ze stavební výstavy ve Vídni v roce 1899 a byla otevřena až do roku 1974, kdy vyhořela. Vedle Obřího sudu ještě stávala rozhledna zvaná Blaschkova věž, která zanikla v polovině 20. století. Na vrcholu byla nově postavena kovová konstrukce zařízení mobilních operátorů.
Na severních svazích Javorníku se nachází stejnojmenný rekreační a sportovní areál, jehož součástí je lyžařský areál, bobová dráha, lanovka a zázemí pro turistiku a cyklistiku. Dne 1. října 2011 byl na vrcholu Javorníku znovu otevřen hotel Obří sud, který v roce 1974 vyhořel.

## Přístup
Vrchol Javorník je dostupný po čtyřech značených turistických stezkách, které k němu míří ze všech světových stran. Nejsnadnější a nejrychlejší výstup je možný po červeně a modře značené cestě od autobusové zastávky u kaple svatého Jana Nepomuckého v Záskalí. Z Hodkovic nad Mohelkou vede na Javorník 4,5 km dlouhá zeleně značená cesta, která míjí osadu Žďárek a pískovcový hřebínek Kozí brada. Ze severu od obce Jeřmanice vede na vrchol také zelená značka hřebenovka a poslední modře značená cesta hřebenovka z Rašovky přes Rašovské sedlo, na silnici spojující Dlouhý Most a Český Dub.